# Министерство труда и социальной защиты Азербайджана
Министерство труда и социальной защиты населения Азербайджанской Республики (Azərbaycan Respublikasının Əmək və Əhalinin Sosial Müdafiəsi Nazirliyi) отвечает за регулирование рынка труда и обеспечение социальной защиты населения Азербайджана.

## История

### Период Азербайджанской ССР
С созданием Азербайджанской ССР в составе Совета Народных Комиссаров создан Комиссариат труда и юстиции. Комиссариат возглавил Алигейдар Караев. 
Позже Народный Комиссариат труда был выделен в отдельный комиссариат.
Действовало Министерство социального обеспечения Азербайджанской ССР, которое после получения независимости было преобразовано в Министерство социального обеспечения Азербайджана.

### Современный период
10 декабря 1992 года были упразднены Министерство социального обеспечения Азербайджана и Государственный комитет по труду и социальным вопросам Азербайджана. На их базе было создано Министерство труда и социальной защиты населения.

## Функции
Основными функциями Министерства являются: 
- организация подготовки государственной политики на рынке труда, социального обеспечения, пенсионного обеспечения, сектора демографии и миграции
- создание благоприятных условий для работников
- защита прав занятых лиц на предприятиях, фирмах, учреждениях и организациях независимо от их правового статуса
- снижение уровня безработицы
- повышение потенциала и возможностей для инвалидов, молодежи, женщин, многодетных семей, беженцев и вынужденных переселенцев, семей, члены которых погибли во время войны
- организация мероприятий в сотрудничестве с государственными и частными компаниями для открытия новых рабочих мест
- принятие государственных программ помощи бедным семьям
- предоставление социальных услуг для инвалидов
- реализация научно-исследовательских программ по демографии, в области труда и социальной защиты и укрепление международного сотрудничества в этой сфере
- организация программ реабилитации инвалидов, помощь инвалидам по приобретению протезов
- надзор за исполнением законодательства по обеспечению защиты работников, трудовых отношений, гигиены на рабочем месте, миграции

Министерство проводит различные мероприятия в регионах Азербайджана по стимулированию оттока рабочей силы из столицы в регионы.
Министерство разрабатывает план мероприятий с целью создания новых рабочих мест, совершенствования механизма профессиональной подготовки с целью достижения соответствия соискателей условиям рынка.
Министерство координирует работы в области демографии, научно-исследовательского и международного сотрудничества, организует социальную медицинскую экспертизу, реабилитацию инвалидов.

## Структура Министерства
В состав Министерства входят несколько отделов и организаций, в том числе
- Агентство устойчивого и оперативного социального обеспечения
- Государственный фонд социальной защиты
- Государственная трудовая инспекция
- Агентство занятости населения
- Государственное агентство медико-социальной экспертизы и реабилитации
- Агентство социальных услуг

- Национальная обсерватория по вопросам рынка труда и социальной защиты
- Центр социальной поддержки

## Обязанности Министерства
- подготовить государственную политику в области труда, социальной защиты, пенсий, демографии и миграции и осуществлять процедуры, установленные законодательством;

- создать необходимые условия для развития трудоспособного населения, обеспечить защиту трудовых и социальных прав работников всех предприятий, учреждений и организаций независимо от форм собственности и организационно-правовой формы;

- снизить уровень безработицы, проводить политику, направленную на занятость среди молодежи, женщин, беженцев и вынужденных переселенцев, инвалидов, членов семей шахидов;

- подготовить меры по созданию новых рабочих мест совместно с соответствующими органами исполнительной власти, государственными и негосударственными предприятиями, модернизировать механизм профессиональной подготовки для адаптации трудовых ресурсов к рыночным условиям;

- представить предложения соответствующим органам власти в целях совершенствования законодательства о социальной защите населения;

- подготовить предложения о государственной помощи уязвимым группам населения, организация социальных и бытовых услуг для одиноких пожилых граждан и инвалидов;

- координировать исследования и международное сотрудничество в области демографии, труда и социальной защиты;

- организовать медицинскую и социальную экспертизу, реабилитацию инвалидов, помочь инвалидам с протезно-ортопедическими средствами;

- осуществлять государственный контроль над выполнением законодательных актов в области охраны труда, условий труда, трудовых отношений, трудовых отношений, гигиены труда, занятости населения и миграции на предприятиях, в учреждениях и организациях, независимо от форм собственности и организационно-правовой формы.[5]

## Права Министерства
- готовить законопроекты, решения и другие нормативно-правовые акты по вопросам, относящимся к компетенции Министерства, путем привлечения экспертов, консультантов и других специалистов в вышестоящие исполнительные органы, давать разъяснения по применению законодательства о труде и социальной защите;

- изучить работу работодателя по вопросам труда и социальной защиты, выпустить обязательные инструкции по устранению выявленных недостатков и в соответствии с законодательством, привлечь к ответственности виновных работников и других должностных лиц, виновных в нарушении законодательных актов;

- получать информацию от предприятий, учреждений и организаций, расположенных внутри страны, независимо от форм собственности и организационно-правовой формы по вопросам, относящимся к компетенции Министерства;

- получать информацию от Государственного комитета статистики по вопросам труда, охраны труда и компенсации, демографии и других вопросов;

- координировать деятельность других государственных и неправительственных организаций в области миграции;

- вносить предложения по применению коэффициентов к заработной плате работников предприятий, учреждений и организаций, расположенных в высокогорных, пустынных районах.

## Деятельность
9 августа 2018 года при министерстве создано Агентство устойчивого и оперативного социального обеспечения (DOST). Агентство в цифровом формате оказывает услуги гражданам по принципу одного окна. На 9 августа 2024 года Агентством оказывается 160 социальных услуг по 15 направлениям.
Министерство оказывает услуги также в электронном формате. 15 апреля 2019 года создана центральная электронная информационная система (ЦЭИС) и интернет-портал e-sosial.az. 
В электронном виде осуществляется назначение социальных выплат, выдаются электронные справки. Электронные системы министерства интегрированы с электронными базами около 80 учреждений Азербайджана.
С 2019 года назначение пенсий, пособий и стипендий осуществляется в электронном виде в проактивном порядке (назначения осуществляются автоматически при наступлении права на выплаты без необходимости подачи заявлений и документов). С 2019 года по 1 марта 2025 года таким способом произведено 900 000 назначений (147 тысяч пенсий, 750 тысяч пособий и стипендий).
Осуществляется программа опеки «Приемная семья».
За период с 2018 по 2023 год Министерством подготовлено 2 249 проектов НПА. Из них принято 1 726 НПА.
На апрель 2025 года реабилитационными центрами при Агентстве медико-социальной экспертизы оказывается помощь около 5 000 человек с аутизмом.

### 2023
В 2023 году количество обращений в ЦЭИС достигло 422 млн. Из них 54 млн запросов посредством «ASAN Finance», 18 млн обращений за электронными услугами, 8 млн обращений через портал e-sosial.az, 0,4 млн электронных справок.
Всего гражданами подано 481 000 обращений. Оказаны услуги 1,9 млн гражданам.
118 000 человек обеспечены работой. 5,6 тыс. чел. привлечены к общественным работам. 9,5 тыс. чел. отправлены на профессиональные курсы. 282 тыс. чел. привлечены к работам в соответствии с их специализацией. 11 091 человек привлечён по программе самозанятости в области сельского хозяйства.
50 700 чел. присвоена инвалидность. Из них 25 200 чел. — впервые, 25 500 чел. — повторно. 362 инвалида прошли профессиональную реабилитационную подготовку. Из них 134 получили сертификат. 2 510 лицам с инвалидностью предоставлено санаторно-курортное лечение. 87 700 инвалидам оказаны реабилитационные услуги.
Малоимущим семьям предоставлено 1 500 жилищ и 150 автомобилей.
Министерством подготовлено 360 проектов НПА.
В суде рассмотрено 4 010 дел. Из них по 2 588 делу решение было принято в пользу Министерства, по 1 422 делу — не в пользу Министерства. В пользу министерства взыскано 27 млн манат, с министерства — 5,7 млн манат.
Проведены проверки 38 организаций. На 95 человек наложены дисциплинарные взыскания. Подано 53 обращения в Генеральную прокуратуру.
Министерством проведено 520 мероприятий (медиатуры, пресс-конференции, презентации жилищ). Выпущено 2,6 тыс пресс-релизов, 2,7 тыс. видеосюжетов, 5,6 тыс. постеров и инфографики. Более 30 000 материалов опубликовано в СМИ и социальных сетях. В социальных сетях проведено 82 прямых эфира, отвечено на 107 000 вопросов. Обработано 5,7 тыс запросов СМИ.
Количество пользователей страниц в социальных сетях достигло 433 тыс. человек.

### 2024
В июне 2024 года Агентством социальных услуг в 15 районах Азербайджана открыты центры социальной реабилитации для помощи лицам до 18 лет с инвалидностью.

### Помощь семьям шехидов и инвалидам войны
Министерством реализуется жилищная программа для семей шехидов и инвалидов войны. После Второй карабахской войны программа была расширена в 5 раз. Шехидам и инвалидам войны предоставлено 14,8 тысяч квартир и частных домов. Инвалидам предоставлено более 7600 автомобилей.
За период с 2020 по 2023 год 126 000 человек оказано 326 тысяч услуг. 104 000 членам семей шехидов и инвалидам войны назначено 117 000 социальных выплат. 4 039 лицам назначена инвалидность. 22,3 тыс. чел. назначены единовременные платежи. 10,4тыс. чел. привлечены к программам занятости. 
11 тыс. чел. оказано 56,3 тыс. реабилитационных услуг. 460 военных обеспечены 481 высокотехнологичным протезом.
Семьям шехидов и ветеранам войны предоставлено 6 000 квартир. 

## Восстановление возвратившихся территорий
С 1 января 2023 года для работников данных территорий учреждена единовременная социальная выплата для улучшения материального положения в размере 600 манат. 

## Министры
Министры социального обеспечения Азербайджанской ССР:
- Лидия Расулова (1988 — 1991)

Министры социального обеспечения:
- Лидия Расулова (1991 — 17 декабря 1992)[12]

Министры труда и социальной защиты:
- Акиф Керимов[азерб.] (10 декабря 1992 — 10 ноября 1993)[2]
- Фазаил Агамалы (10 ноября 1993 — 17 августа 1994)
- Али Нагиев[азерб.] (5 ноября 1996 — 7 февраля 2006)
- Физули Алекперов (7 февраля 2006 — 22 октября 2013)[13]
- Салим Муслимов (22 октября 2013 — 21 апреля 2018)[14]
- Сахиль Бабаев (21 апреля 2018 — 6 февраля 2025)[15][16]
- Анар Алиев (с 7 февраля 2025)[17]

## Международные отношения
Министерство Труда и Социальной Защиты Населения сотрудничает в области труда и социальной защиты населения с государственными структурами иностранных государств и международными организациями. Министерством были установлены двухсторонние отношения структурами более 20 стран мира, были подписаны более 30 межправительственных и межминистерских соглашений, протоколов, меморандумов и программ.
Министерство сотрудничает следующими международными организациями: Международной Организацией Труда, Программой Развития ООН, Всемирным Банком, Международной Организацией по Миграции, Фондом Населения ООН, Детским Фондом ООН (ЮНИСЕФ), Организацией по Безопасности и Сотрудничеству в Европе, Верховным Комиссариатом ООН по делам Беженцев, Верховным Комиссариатом ООН по Правам Человека, Программой TACİS Европейского Союза, EuropeAid и тд.
С Европейским Союзом ведется сотрудничество в направлении исполнения «Плана Действий Европейского Союза по продвижению прав инвалидов и их участия в жизни общества, повышение качества жизни инвалидов в 2006—2015 гг.».
С целью поддерживания тесных отношений в Международном Отделе Министерства Труда и Социальной Защиты Населения создается база данных, которая отправляется в Европейский Совет. Участие представителя Министерства регулярно обеспечивается в соответствующих собраниях Европейского Совета.
С 2008 года в рамках сотрудничества с посольством Федеративной Республики Германия с участием двух профессоров немецкого происхождения были проведены тренинги для сотрудников интерната № 7 для умственно отсталых детей. В рамках проведенных тренингов 40 детей прошли медицинское обследование, с целью совершенствования структуры дома интерната были проделаны значительные работы. Также подготовлены рекомендации по усовершенствованию деятельности дома интерната № 7 поселка Сарай.
«Проект Развития Социальной Защиты» был разработан в рамках сотрудничества с Всемирным Банком. Уже в марте 2009 года проект начал свою работу, целью которого является оказание поддержки правительству Азербайджана в претворении социальных реформ и программ в стране.